# Poederoijen

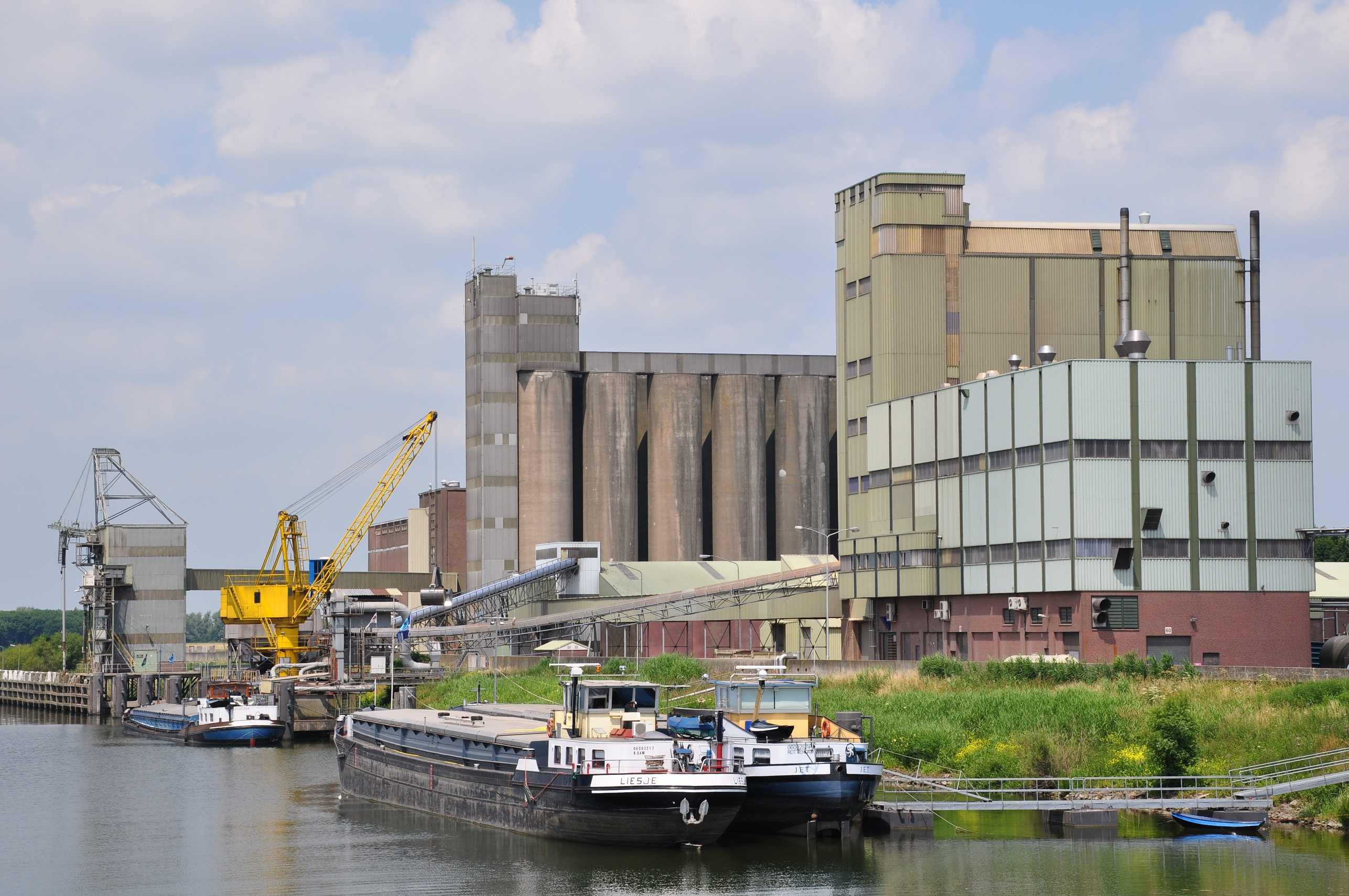
Bedrijventerrein Munnikenland langs de Afgedamde Maas bij Poederoijen.

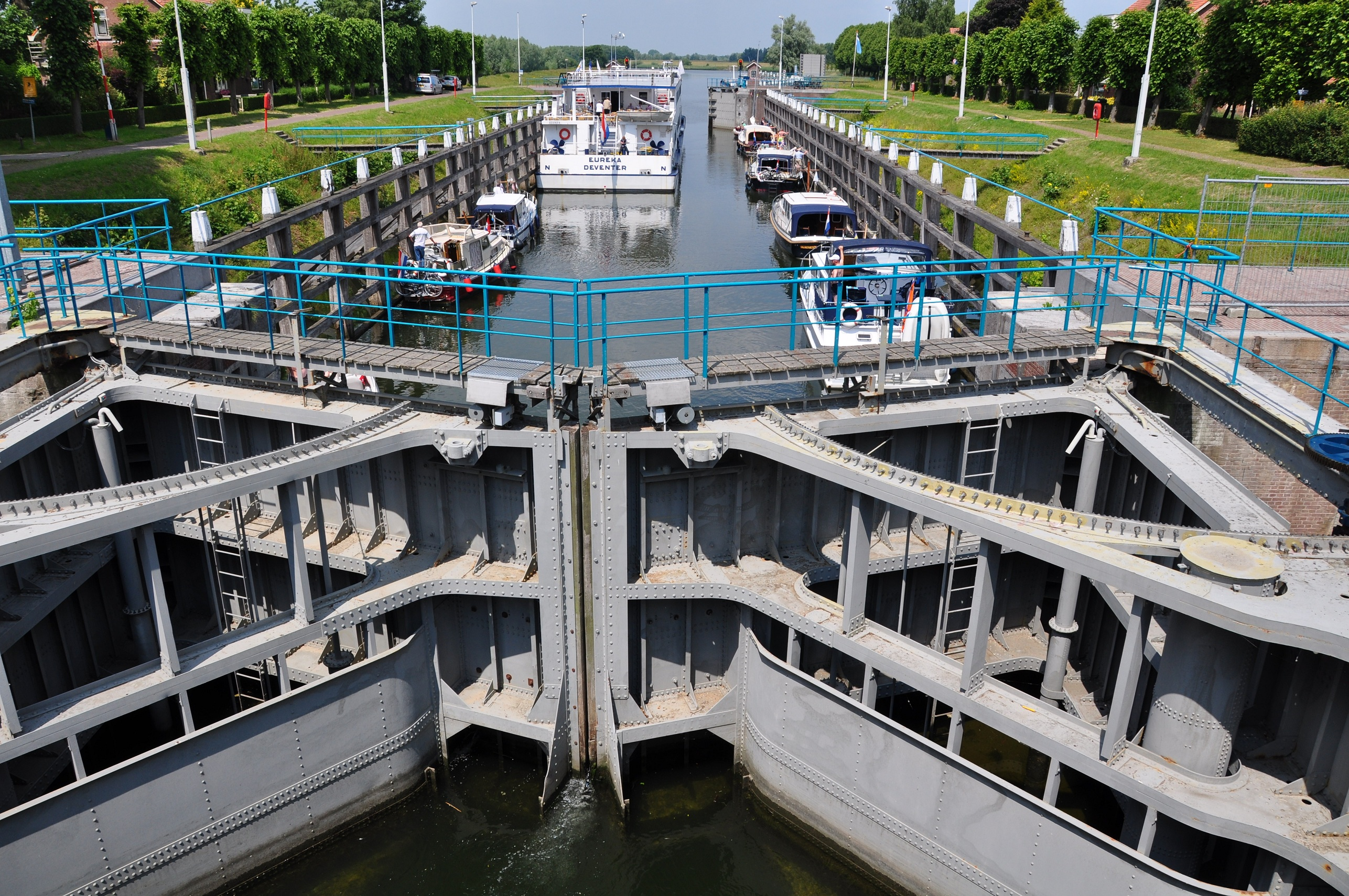
De Wilhelminasluis in de Afgedamde Maas.

Poederoijen is een dorp in het zuidwesten van de Nederlandse provincie Gelderland, gelegen aan Afgedamde Maas in de gemeente Zaltbommel en telt 1.125 inwoners (per 1 januari 2023).

## Etymologie
Vroegere schrijfwijzen van de naam van het dorp zijn onder meer Pouderoijen, Poederoyen, Poederooijen en Podarwic. De uitgang -wic refereert aan vicus.

## Geschiedenis
Poederoijen bestaat ten minste sinds de 8e eeuw, zoals blijkt uit een schenkingsakte. Later komt de heerlijkheid in bezit van het geslacht van Poederoijen, die ook de burcht in het dorp bewonen.
Het dorp is in de vroege middeleeuwen op een stroomrug ontstaan. In 1861 woedde een brand waarbij veel van de oorspronkelijke bebouwing verloren ging.
Poederoijen was vanouds een zelfstandige heerlijkheid, en in de Franse tijd werd het een gemeente. Op 1 januari 1818 werd de gemeente uitgebreid met het gebied van de opgeheven gemeente Aalst. 
Op 1 juli 1955 werd Poederoijen samen met Zuilichem toegevoegd aan de gemeente Brakel. Bij een gemeentelijke herschikking op 1 januari 1999 werden Brakel en de daarin gelegen dorpskernen ingedeeld bij Zaltbommel.
De fameuze krijgsheer Maarten van Rossum, wiens familie behoorde tot de lage adel van de Bommelerwaard, verwierf in 1518 de titel van heer van Poederoijen. De bekendste inwoonster is waarschijnlijk Marigje Arriens, die in 1591 als een van de laatsten werd veroordeeld tot de brandstapel op beschuldiging van hekserij. Zij woonde toen al lang niet meer in Poederoijen, maar in Schoonhoven.
Guillaume de Nassau-Hilchenbach ("Hij stamde af van het Huis Nassau-Siegen, een uitloper van de Ottoonse lijn van het Huis Nassau"), graaf van Nassau, gouverneur van Heusden, was heer van Poederoijen, zijn halfbroer, prins Jean-Maurice de Nassau-Sigen erfde zijn titels.

## Religie
Poederoijen kent een aantal reformatorische kerken, onder meer een gereformeerde gemeente (316 leden), een christelijk gereformeerde kerk (97 leden), een Nederlandse hervormde kerk en een hersteld hervormde kerk (241 leden). Tijdens de Tweede Kamerverkiezingen van 2012 stemde 53,6% van de kiesgerechtigde inwoners van Poederoijen die hun stem uitbrachten, op de SGP.

## Bezienswaardigheden
- Slot Loevestein
- Voormalig Kasteel Poederoijen, verwoest in 1672.
- Kerk van de Gereformeerde Gemeenten
- Hervormde kerk
- Hersteld Hervormde kerk
- Christelijke gereformeerde kerk
- De Batterij onder Poederoijen, onderdeel van de Nieuwe Hollandse Waterlinie
- Enkele hallenhuisboerderijen met dwars voorhuis, zogenaamde krukhuisboerderijen, vooral aan de Maasdijk. Voor het merendeel stammen ze uit de 19e eeuw.
- De Wilhelminasluis in de Afgedamde Maas, van 1896.
- Het Monument scheiding van Maas en Waal uit 1904, aan de Afsluitdijk (N322), bij de Wilhelminasluis.

Zie ook
- Lijst van rijksmonumenten in Poederoijen
- Lijst van gemeentelijke monumenten in Poederoijen

## Natuur en landschap
Poederoijen ligt aan de Afgedamde Maas, vroeger via het Heusdensch Kanaal een verbinding tussen Maas en Waal, doch afgedamd in 1883 en 1896 door middel van de Wilhelminasluis voor de scheepvaart weer bevaarbaar. Poederoijen ligt in het rivierkleigebied van de Bommelerwaard, op een hoogte van ongeveer 1,5 meter. Tussen Poederoijen en Aalst liggen uiterwaardengebieden, maar ook een door grindafgraving verkregen plas waarin zich een jachthaven bevindt. Ten noordwesten van Poederoijen liggen een aantal wielen. In het westen ligt het natuurgebied Munnikenland en het Slot Loevestein.

## Nabijgelegen kernen
Giessen, Aalst, Brakel
Tot Poederoijen behoort ook de buurtschap Poederoijensehoek.

## Externe link

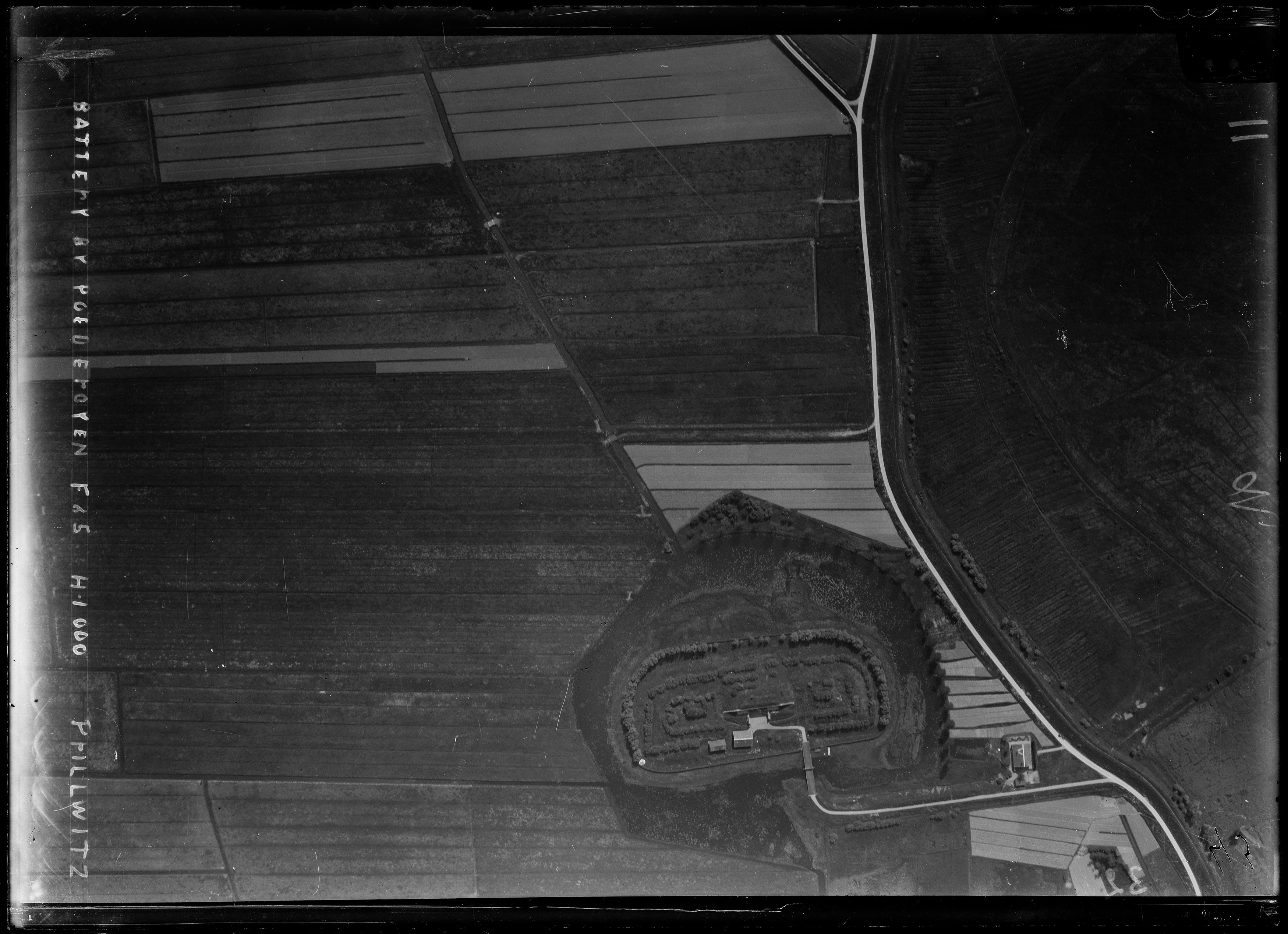
Batterij bij Poederoijen, Nieuwe Hollandse Waterlinie, foto Luchtvaartafdeeling, 1920-1940.

## Bekende personen
- Gian van Veen (2002), darter